# یواس‌اس اردنت (ام‌سی‌ام-۱۲)
یواس‌اس اردنت (ام‌سی‌ام-۱۲) (به انگلیسی: USS Ardent (MCM-12)) یک کشتی است که طول آن ۲۲۴ فوت (۶۸ متر) می‌باشد. این کشتی در سال ۱۹۹۱ ساخته شد.